# Сунь Шувэй
Сунь Шувэ́й (кит. упр. 孙淑伟, пиньинь Sūn Shúwěi, род. 1 февраля 1976 года) — китайский прыгун в воду, олимпийский чемпион 1992 года и двукратный чемпион мира.

## Биография
Сунь Шувэй родился в 1976 году в уезде Цзеян провинции Гуандун. В 1984 году начал посещать гуандунскую любительскую спортшколу, в 1985 году вошёл в сборную провинции, в 1989 году — в национальную сборную.
В 1990 году 14-летний Сунь Шувэй завоевал золотую медаль Азиатских игр в Пекине (и золотую в составе команды). В 1991 году он выиграл чемпионат мира, в 1992 году стал чемпионом Олимпийских игр в Барселоне. В 1994 году он опять стал чемпионом Азиатских игр, но на чемпионате мира завоевал лишь серебряную медаль. Реабилитировался он на чемпионате мира 1998 года.
В 2001 году Сунь Шувэй завершил спортивную карьеру.